# کیان خجندی
کیان خٌجندی (به فرانسوی: Kyan Khojandi) زاده ۲۹ اوت ۱۹۸۲ در شهر رنس شامپاین-آردن، هنرپیشه، فیلم‌نامه‌نویس و طنزپرداز فرانسوی با اصلیت ایرانی است.
خجندی پس از بازی در نقش اصلی مجموعه تلویزیونی «کوتاه» (Bref) که خود خالق آن و از نویسندگان آن نیز بود به شهرت رسید. این مجموعه از ۲۹ اوت ۲۰۱۱ در شبکه کانال+ فرانسه پخش شد.

## هنرپیشه

### هنرپیشگی تئاتر
- ۲۰۱۱: آناتول کاری از کیان خجندی و برونو موشیو (Bruno Muschio)- تئاتر ماتورن
- ۲۰۱۱: صحنه‌پردازی تئاتر هرگز به موقع و بجا (Jamais au bon endroit au bon moment) اثر گرِگ رومانو (Greg Romano) - تئاتر مون‌مارتر گالابرو
- ۲۰۱۳: شرکت در برنامه استعدادهای شگفت‌انگیز فرانسه (La France a un incroyable talent)

### هنرپیشگی تلویزیون
- ۲۰۰۸ بازی در قسمت‌های ۲–۲۹ مجموعه تلویزیونی پالیتزی (Palizzi) -پدر راننده (Daddy Driver)-
- ۲۰۱۱ بازی در قسمت‌های ۲–۵۱ مجموعه تلویزیونی شوخی خیلی بد (Very Bad Blagues)
- ۲۰۱۲–۲۰۱۱ خلق، نویسندگی و بازیگری نقش اول مجموعه تلویزیونی «کوتاه» -برِف- (Bref)[۴]
- ۲۰۱۲ حضور در شوی برنامه پالم‌شو - وقتی آنها تبلیغات می‌کنند! (Quand ils font de la pub).

### هنرپیشگی سینمایی
- پازل چینی
- پلیس